# Venezianische Schule
Die Venezianische Schule war eine Strömung von Komponisten der Renaissance, die in Venedig ansässig war und über viele Jahrzehnte, von der Mitte des 16. Jahrhunderts bis ins 17. Jahrhundert hinein, europaweite Auswirkungen hatte. Als Begründer gilt der gebürtige Niederländer Adrian Willaert. Weitere bedeutende Komponisten der Venezianischen Schule waren Cipriano de Rore, Giovanni Croce, Claudio Merulo, Andrea Gabrieli, Giovanni Gabrieli und Claudio Monteverdi.
Die Venezianische Schule leistete in der Orgel-Toccata und anderen rein instrumentalen Gattungen bedeutende Beiträge zur Emanzipation der Instrumentalmusik; musikgeschichtlich überaus wichtig ist auch das Konzept des Musizierens im gesamten Raum durch die Entwicklung der so genannten Venezianischen Mehrchörigkeit.
Stilistisch ist die Venezianische Schule durch Erkundung der Chromatik und Abzielen auf starke Kontraste sowohl in der Dynamik als auch in der Klangfarbe gekennzeichnet.